# Historic Dead
Historic Dead è un album dal vivo del gruppo musicale statunitense Grateful Dead, pubblicato nel 1971.

## Tracce
Side 1
1. Good Morning Little Schoolgirl (Sonny Boy Williamson) – 11:01
2. Lindy (Jab Jones, Will Shade) – 2:49

Side 2
1. Stealin' (Gus Cannon, Will Shade) – 3:00
2. The Same Thing (Willie Dixon) – 12:01

## Formazione
- Jerry Garcia – chitarra, voce
- Bill Kreutzmann – batteria
- Phil Lesh – basso, voce
- Ron "Pigpen" McKernan – organo, armonica, voce
- Bob Weir – chitarra, voce